# Echinopsis marsoneri
Echinopsis marsoneri là một loài thực vật có hoa trong họ Cactaceae. Loài này được Werderm. mô tả khoa học đầu tiên năm 1932.